# Duiliu Marcu
Duiliu Marcu (Calafat (Romania), 1885 - Bucarest, 1966) fou un arquitecte romanès. La seva obra combina la tradició nacional amb les formes arquitectòniques contemporànies. Estudià a l'Escola de Belles Arts de París. Fou professor de l'Institut d'Arquitectura Ion Mincu.

## Obres
- Hotel Athenée Palace, 1925 - 1927.
- Pavelló de Romania per a l'Exposició Internacional de Barcelona de 1929.
- Biblioteca de l'Acadèmia Romana, 1936 - 1938.
- Palau Monopolurilor de Stat, 1934 - 1941.
- Acadèmia Militar, 1937 - 1939.
- Consell de Ministres.
- Palau Victòria.
- Plaça Unirii, Oradea.
- Teatre de Timişoara.
- Politècnica de Timişoara.